# Wildwal
Een wildwal, ook wel wildgraaf of wildvrede, is een opgeworpen aarden wal die gebruikt werd om wild van de eng (ook "es" genoemd) te weren. De wildwal werd beplant met moeilijk doordringbare doornige struiken en vaak ook met eikenhakhout. Wildwallen werden aangelegd tussen de woeste grond (bos, hei), en het akkerland op de essen, maar in een later stadium ook wel op enige afstand daarvan, in de hei, Ze verloren hun functie toen in de Franse tijd de adel het exclusieve jachtrecht verloor, als gevolg waarvan de wilddruk door intensievere bejaging sterk afnam. 

## Tegenwoordig
Tegenwoordig zijn wildwallen niet meer in gebruik als bescherming tegen wild en worden ze niet meer aangelegd. Restanten van vroegere wildwallen zijn echter nog wel te zien. Een bekend voorbeeld in Gelderland is de wildwal van Wageningen naar Lunteren, die van de Wageningse Berg tot de Meulunterse Eng liep:  ten oosten van Wageningen, Bennekom, Ede en Lunteren. Delen van deze wildwal op het landgoed Hoekelum zijn hersteld.
Bij Hoog Buurlo, eveneens op de Veluwe, zijn delen van wildwallen gereconstrueerd. Ten zuiden van het Larserbos in Flevoland ligt het natuurgebied De Wildwallen, een project met wildwallen dat in 1975 werd opgezet om hagen uit te testen die geschikt zouden kunnen zijn om rond Flevolandse boerderijen aan te planten.